# Laab (Gemeinde Braunau)
Laab ist ein Ortsteil von Braunau am Inn und mit 3095 Einwohnern (Stand 1. Jänner 2024) der am zweitstärksten bewohnte Stadtteil der Stadt Braunau am Inn.

## Geschichte
Zu Beginn des 1. Weltkrieges wurde entlang der Mattig ein Kriegsgefangenenlager errichtet, in dem auf 120 Baracken verteilt über 15000 Kriegsgefangene untergebracht wurden. 1915 wurde in Laab ein weiteres großes Barackenlager errichtet. In diesem wurden Flüchtlinge aus dem italienischen Trentino untergebracht. Nach Kriegsende wurde das Lager bis 1979 nach und nach abgerissen.

## Öffentliche Einrichtungen
- Bundesgymnasium und Bundesrealgymnasium Braunau am Inn
- Volksschule Laab
- Städtischer Kindergarten Laab
- Bezirkshauptmannschaft Braunau am Inn
- Vermessungsamt